# Vokesimurex recurvirostris
Vokesimurex recurvirostris is een slakkensoort uit de familie van de Muricidae. De wetenschappelijke naam van de soort is voor het eerst geldig gepubliceerd in 1833 door Broderip.